# عضو تحت الصوار

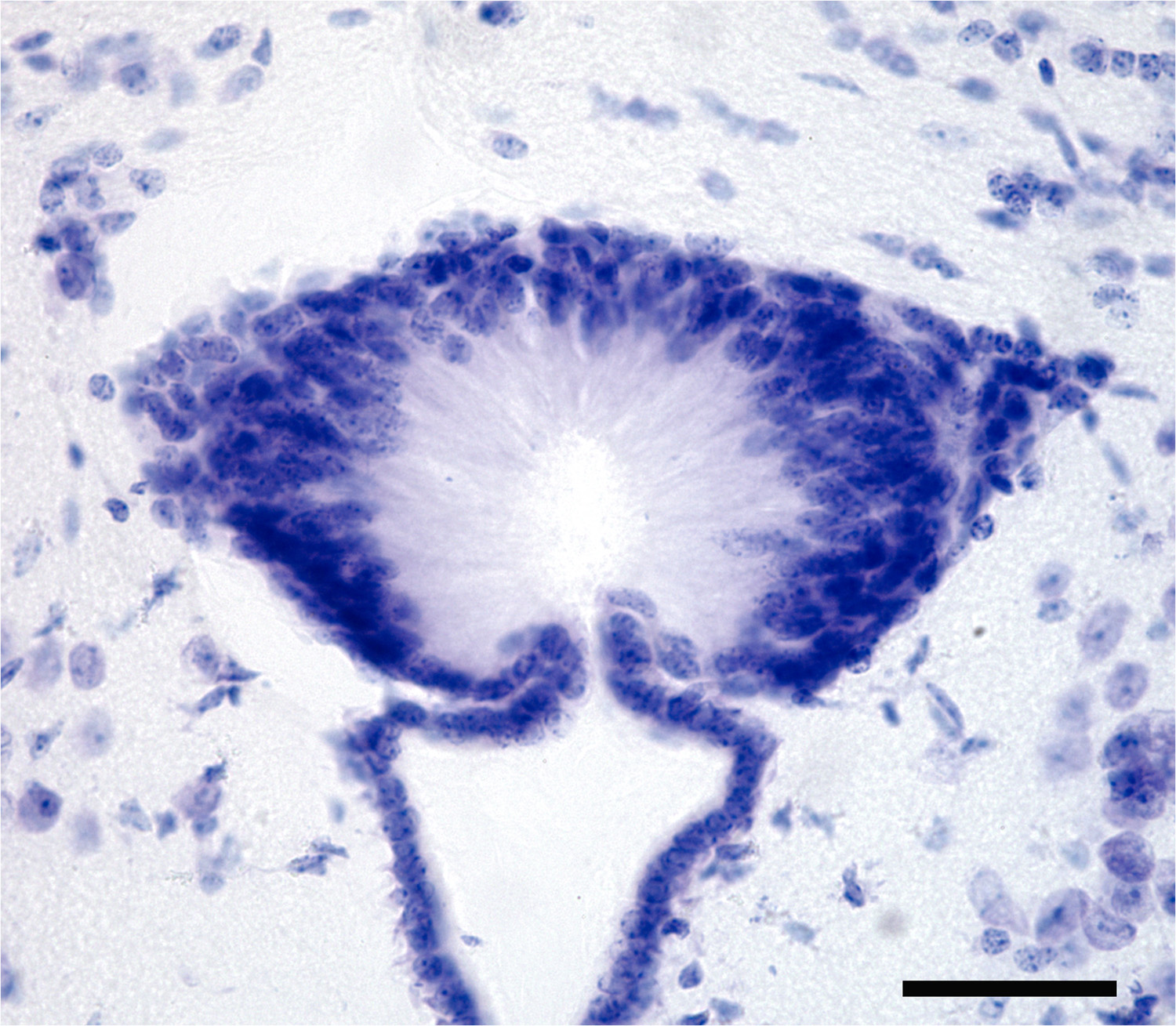
العضو تحت الصوار في فأر

العضو تحت الصوار (باختصار SCO) هو أحد الأعضاء المحيطة بالبطينات في الدماغ. وهو عبارة عن بنية غدية صغيرة تقع في المنطقة الخلفية من البطين الثالث، بالقرب من مدخل المسال الدماغي.
يأتي اسم العضو تحت الصوار SCO من موقعه تحت الصوار الخلفي، وهو عبارة عن حزمة من الألياف العصبية التي تربط أجزاء من نصفي الدماغ. يعتبر العضو تحت الصوار SCO أحد أوائل الهياكل الدماغية المتمايزة التي تطورت. على الرغم من أنها بنية قديمة تطورية موجودة في جميع شعبة الحبليات، إلا أن ترتيبها يختلف إلى حد ما بين الأنواع. وظائف هذا العضو غير معروفة جيداً. تشير بعض الأدلة إلى أنها قد تشارك في تصفية مركبات معينة من السائل الدماغي الشوكي، وربما في الآليات التشكلية الحيوية، مثل تطوير الصوار الخلفي.

## الوظيفة
يُعتقد بأن العضو تحت الصوار / معقد ألياف ريسنر له دور في إعادة امتصاص السائل الدماغي الشوكي ودورانه في الجسم، بالإضافة إلى الوظائف المتعلقة بالكهارل وتوازن السوائل والتنظيم الاسموزي. أحد البروتينات التي يفرزها العضو تحت الصوار هي بروتين سبوندين.

## الأهمية السريرية

### استسقاء الرأس
بالنظر إلى أن العضو تحت الصوار ليس نافذاً للغاية ولا يمتلك شعيرات دموية مُثقبة مثل الأعضاء الأخرى المحيطة بالبطينات، فهو يمثل موقع رئيسي لاستسقاء الرأس الخلقي.

## روابط خارجية
- http://www.bu.edu/dbin/anatneuro/research/sleep_and_circadium/overview.php